# Karel Maiwald
Karel Maiwald (3. října 1902 Oslavany – 18. srpna 1979 Londýn) byl český a československý národohodpodář, statistik, politik Československé sociální demokracie a poslanec Prozatímního Národního shromáždění.

## Biografie
Vystudoval Právnickou fakultu Univerzity Karlovy. Zde získal v roce 1925 titul doktora práv. Získal stipendium od Rockefellerovy nadace a odjel na studijní pobyt do USA, Velké Británie, Švýcarska a Německa. Od roku 1931 působil v Státním úřadu statistickém, kde jako pracovník výzkumu setrval do roku 1945. Za druhé světové války působil v odboji a byl členem skupiny Petičního výboru Věrni zůstaneme. Od roku 1938 byl profesorem národního hospodářství na Právnické fakultě Univerzity Karlovy, po roce 1945 přednášel na Vysoké škole politické a sociální v Praze. V roce 1945 se rovněž stal předsedou Státního úřadu plánovacího.
V letech 1945-1946 byl poslancem Prozatímního Národního shromáždění za ČSSD. V parlamentu setrval do parlamentních voleb v roce 1946.
Po únorovém převratu odešel v říjnu 1949 do Německa. Žil v uprchlickém táboře a čekal na víza do Velké Británie, která získal v roce 1950 díky pozvání univerzity v Manchesteru. Univerzita v Cambridgi mu poskytla zaměstnání jako pracovníku na výzkumném projektu Domestic Capital Formation. V ekonomické teorii byl stoupencem Johna Maynarda Keynese. Od roku 1950 byl výzkumným pracovníkem na univerzitě v Cambridgi. Angažoval se i v krajanských spolcích a v politických strukturách československého exilu. Po dokončení studie Domestic Capital Formation mu ovšem nebyla prodloužena smlouva s univerzitou v Cambridgi a on byl dočasně bez práce. Přijal pak výzkumnou práci na částečný úvazek na univerzitě v Glasgow. Do penze odešel v roce 1966.